# Éric Gautier (directeur de la photographie)
Pour les articles homonymes, voir Éric Gautier et Gautier.
Éric Gautier est un directeur de la photographie français, né le 2 avril 1961 dans le 12e arrondissement de Paris.

## Biographie

### Origines et formation
Éric Gautier grandit à Paris et commence, après son baccalauréat, des études de cinéma à l'université Paris-III Sorbonne-Nouvelle, puis intègre l' École nationale de photographie et cinématographie, dont il sort diplômé dans la promotion « Cinéma 1982 ». Le directeur de la photographie Bruno Nuytten l'engage alors comme assistant opérateur sur La vie est un roman d'Alain Resnais en 1982.

### Carrière
Dès 1984, Éric Gautier devient chef-opérateur de nombreux courts métrages et rencontre alors plusieurs élèves de l'IDHEC, devenue depuis la Fémis, parmi lesquels Émilie Deleuze et Arnaud Desplechin. Pendant les années 1980, il travaille encore trois fois comme assistant avec Bertrand Chatry sur Paris minuit de Frédéric Andréi en 1985, avec Bruno Affret sur Le Couteau sous la gorge de Claude Mulot en 1986, et avec Macari Golferichs sur Entreacte de Manuel Cussó-Ferrer, avant que Bruno Nuytten ne lui offre en 1991 le poste de directeur de la photographie sur son deuxième long métrage, Albert souffre.
Ses collaborations régulières avec Arnaud Desplechin, Olivier Assayas, Patricia Mazuy ou encore Marion Vernoux font de lui, dans les années 1990, l'un des techniciens les plus représentatifs du « jeune cinéma français » et l'un des chefs-opérateurs les plus reconnus, travaillant également avec Patrice Chéreau, Catherine Breillat ou Raoul Ruiz.
Sa carrière prend une envergure internationale en 2004 avec Carnets de voyage de Walter Salles, pour lequel Éric Gautier est nommé pour le BAFTA en Angleterre et le prix Silver Condor en Argentine, et pour lequel il reçoit un Independent Spirit Award aux États-Unis. Il obtient cette même année au Festival de Cannes le prix Vulcain de l'artiste technicien décerné  par la Commission supérieure technique de l'image et du son pour Clean d’Olivier Assayas et Carnets de voyage de Salles. Il collabore ensuite avec Wong Kar-wai sur une publicité Lacoste.

### Affiliation professionnelle
Éric Gautier est membre de l'Association française des directrices et directeurs de la photographie cinématographique (AFC).

### Vie privée
Éric Gautier est le compagnon de l'actrice Nathalie Boutefeu, avec laquelle il a eu trois enfants.

## Filmographie
- 1982 : Gangrenage d'Olivier Rognon
- 1984 : Chagrin d'amour de Guy Pinon
- 1984 : Constance de Cristina Otero Roth
- 1985 : Le Jeu des masques de Gilles Herpin
- 1985 : Éléphantes de Frédérique Gutman
- 1985 : L'Entrée en piste de Marc Barbault
- 1986 : Le Retour de Jean-Maurice de Philippe Demontaut
- 1987 : Les Exploits d'un jeune Don Juan de Gianfranco Mingozzi
- 1987 : La Pension de Marc Cadieux
- 1987 : Dado Buffon de Jorge Amat
- 1987 : Le Jeu de dames de Anne Moullahem
- 1987 : Le Scorpion de Yves Lavandier
- 1987 : Le Portrait ovale de Dominique Dattola
- 1987 : Chair de poule de Jezabel Carpi
- 1988 : La Mouette infernale de Mireille Antoine
- 1988 : Mimo joue au golf de Éric Mahé
- 1988 : L'Écumeur des mers de Anne-Isabelle Estrada
- 1988 : Croix Rouge de Jezabel Carpi
- 1988 : Le Porte-plume de Marie-Christine Perrodin
- 1989 : La concierge est dans l'escalier de Marc Barbault
- 1989 : Marie cherchait l'amour de Sylvie Mayer
- 1990 : Coup de sang de Émilie Deleuze
- 1991 : La Vie des morts de Arnaud Desplechin
- 1991 : Comédie d'un soir de Marianne Basler
- 1991 : Albert souffre de Bruno Nuytten
- 1992 : Article 22 de Gilles Romera
- 1992 : La Femme à abattre de Guy Pinon
- 1992 : Les Empreintes de Camille Guichard
- 1993 : Le Nombril du monde de Ariel Zeitoun
- 1994 : Travolta et moi de Patricia Mazuy
- 1994 : Personne ne m'aime de Marion Vernoux
- 1994 : Le Fils préféré de Nicole Garcia
- 1994 : À Clara de Diane Pierens
- 1995 : Les Cent et Une Nuits de Simon Cinéma de Agnès Varda
- 1996 : Tykho Moon de Enki Bilal
- 1996 : Comment je me suis disputé… (ma vie sexuelle) de Arnaud Desplechin
- 1996 : Irma Vep de Olivier Assayas
- 1996 : Love, etc. de Marion Vernoux
- 1997 : Sans titre de Leos Carax
- 1997 : HHH - un portrait de Hou Hsiao-hsien de Olivier Assayas
- 1998 : Ceux qui m'aiment prendront le train de Patrice Chéreau
- 1999 : Pola X de Leos Carax
- 2000 : Passionnément de Bruno Nuytten
- 2000 : Les Destinées sentimentales de Olivier Assayas
- 2000 : Esther Kahn de Arnaud Desplechin
- 2001 : Intimité de Patrice Chéreau
- 2001 : Les Âmes fortes de Raoul Ruiz
- 2001 : Brève Traversée de Catherine Breillat
- 2002 : Une femme de ménage de Claude Berri
- 2003 : Son frère de Patrice Chéreau
- 2004 : Carnets de voyage de Walter Salles
- 2004 : Les Coquilles de Nathalie Boutefeu
- 2004 : Rois et Reine d'Arnaud Desplechin
- 2004 : Clean d'Olivier Assayas
- 2005 : Gabrielle de Patrice Chéreau
- 2005 : L'un reste, l'autre part de Claude Berri
- 2006 : Loin du 16e de Walter Salles et Daniela Thomas (épisode de Paris, je t'aime)
- 2006 : Quartier des Enfants-Rouges de Olivier Assayas (épisode de Paris, je t'aime)
- 2006 : Noise de Olivier Assayas
- 2006 : Il était une fois dans le Queens de Dito Montiel
- 2006 : Cœurs de Alain Resnais
- 2006 : Quelques veuves de Noirmoutier de Agnès Varda
- 2007 : Into the Wild de Sean Penn
- 2008 : Un conte de Noël d'Arnaud Desplechin
- 2008 : L'Heure d'été d'Olivier Assayas
- 2008 : Les Herbes folles d'Alain Resnais
- 2009 : Hôtel Woodstock d'Ang Lee
- 2010 : Sur la route de Walter Salles
- 2011 : Roses à crédit (téléfilm) d'Amos Gitaï
- 2012 : Incident urbain (moyen métrage 35 mm) de John Lalor
- 2012 : Vous n'avez encore rien vu d'Alain Resnais
- 2012 : Après Mai d'Olivier Assayas
- 2013 : Grace de Monaco d'Olivier Dahan
- 2015 : Welcome Back de Cameron Crowe
- 2015 : Le Dernier Jour d'Yitzhak Rabin (Rabin, The Last Day) d'Amos Gitaï
- 2017 : Drôle de père de Amélie van Elmbt
- 2018 : L'Apparition de Xavier Giannoli
- 2018 : Le Jour de mon retour (The Marsh) de James Marsh
- 2018 : Les Éternels de Jia Zhangke
- 2018 : Un tramway à Jérusalem d'Amos Gitaï
- 2019 : La Vérité de Hirokazu Kore-eda
- 2018 : Laila in Haifa d'Amos Gitaï
- 2021 : Avec amour et acharnement de Claire Denis
- 2022 : Stars at Noon de Claire Denis
- 2023 : Les Secrets de la princesse de Cadignan d'Arielle Dombasle
- 2024 : Les Feux sauvages de Jia Zhangke

## Publication
- Avec François Thomas, Alain Resnais, les coulisses de la création : entretiens avec ses proches collaborateurs, Armand Colin, 2016

## Prix et distinctions
Éric Gautier a remporté le César de la meilleure photographie pour Ceux qui m'aiment prendront le train en 1999 et a été nommé cinq autres fois pour :
- Les Destinées sentimentales en 2001 ;
- Clean en 2005 ;
- Gabrielle en 2006 ;
- Cœurs en 2007 ;
- Les Herbes folles en 2010.

Au cours du Festival de Cannes 2004, il obtient le prix Vulcain de l'artiste technicien pour son travail sur deux films en compétition : Clean et Carnets de voyage.